# John Medeski
Anthony John Medeski (ur. 28 czerwca 1965 w Louisville w stanie Kentucky) – amerykański pianista i kompozytor jazzowy, wirtuoz organów Hammonda i innych instrumentów klawiszowych. Gra na m.in. fortepianie, organach Hammonda (model B3), melodyce, melotronie, klawinecie, ARP String Ensemble, fortepianie elektrycznym Wurlitzera, syntezatorze Moog Voyager, organach Wurlitzera 7300 Combo i syntezatorze Yamaha CS-1 ("zabawce"). Medeski to weteran nowojorskiej sceny awangardy jazzowej. Popularność zyskał jako lider amerykańskiej formacji Medeski, Martin & Wood (MMW).

## Wybrana dyskografia

### W składzie trioMedeski, Martin & Wood
Albumy
- Notes from the Underground (Gramavision Records, wydana 1 stycznia 1992)
- It's a Jungle in Here (Gramavision Records, 18 października 1993)
- Friday Afternoon in the Universe (Gramavision Records, 24 stycznia 1995)
- Shack-man (Gramavision Records, 15 października 1996)
- Farmer's Reserve (Indirecto Records, 1997, nagrany 11 lutego 1997) – album z improwizowaną muzyką w stylu ambient
- A Go Go (Verve Records, 7 kwietnia 1998) – album Johna Scofielda z MMW
- Combustication (Blue Note Records, 11 sierpnia 1998)
- Tonic (Blue Note Records, 25 kwietnia 2000) – album koncertowy, nagrany w dniach 16-20 i 23-26 marca 1999 w klubie muzycznym Tonic, Nowy York
- The Dropper (Blue Note Records, 24 października 2000)
- Electric Tonic (Indirecto Records, 31 października 2001) – zapis z koncertu, który odbył się 4 lipca 1998 r. w klubie Tonic; nakład limitowany
- Uninvisible (Blue Note Records, 9 kwietnia 2002)
- End of the World Party (Just in Case) (Blue Note Records, 7 września 2004)
- Out Louder (jako Medeski Scofield Martin & Wood) (Indirecto Records, 26 września 2006)
- Let's Go Everywhere (Little Monster Records, 8 stycznia 2008) – album jazzowy adresowany do dzieci
- Zaebos: Book of Angels Vol.11 (Tzadik Records, 19 sierpnia 2008) – album z kompozycjami Johna Zorna
- The Radiolarian Series (Three-album Project, Indirecto Records 2008-2009)
  - Radiolarians I (30 września 2008)
  - Radiolarians II (14 kwietnia 2009)
  - Radiolarians III (4 sierpnia 2009)[2]

Kompilacje (MMW)
- Last Chance to Dance Trance (Perhaps) (Gramavision 1991-1996) (12 października 1999)
- Note Bleu: Best of the Blue Note Years 1998–2005 (Blue Note Records, 4 kwietnia 2006)

Remiksowane EP-ki (MMW)
- Bubblehouse (Gramavision Records, 8 kwietnia 1997)
- Combustication Remix EP (Blue Note Records, 20 kwietnia 1999)

### Inne projekty
- Jazz Composers Orchestra – Flux (1992)
- Mandala Octet – The Lost Elephant (1992)
- Billy Lowe & Philippe Crettien – Sunday Train (1993)
- Ken Schlaphorst – When the Moon jumps (1993)
- Dougie Bowne – One Way Elevator (1994?)
- David Fiuczynski & John Medeski – Lunar Crush (Gramavision Records, 5 kwietnia 1994)
- Ken Schaphorst – Over the Rainbow (1996)
- The Word – The Word (Ropeadope Records, 31 lipca 2001)
- John Scofield Band – Überjam (Verve Records, 29 stycznia 2002)
- Billy Martin & John Medeski – Mago (Amulet Records, 10 kwietnia 2007)
- Will Bernard – Blue Plate Special (Palmetto, 2008)